# دنیاگیری کووید-۱۹ در اقلیم کردستان عراق
دنیاگیری کووید-۱۹ در اقلیم کردستان عراق بخشی از دنیاگیری کووید-۱۹ است. بیماری کووید-۱۹ نخستین بار در ۱ مارس ۲۰۲۰ به اقلیم کردستان عراق گزارش شد.

## گاه‌شمار

### مارس ۲۰۲۰
در ۱ مارس نخستین مبتلا به کووید-۱۹ گزارش شد.

### اوت ۲۰۲۰
در ۵ اوت، اقلیم کردستان  ۱۵،۵۷۷ مبتلای کلی به بیماری کووید-۱۹ داشت.